# Bize (Hautes-Pyrénées)
Bize település Franciaországban, Hautes-Pyrénées megyében. Lakosainak száma 208 fő (2022. január 1.). Bize Hautaget, Gazave, Hèches, Montégut, Montsérié, Nestier, Nistos és Seich községekkel határos.

## Népesség
A település népességének változása:
| Lakosok száma | 215  | 216  | 227  | 215  | 212  | 209  | 210  | 209  | 208  |
|               | 2013 | 2015 | 2016 | 2017 | 2018 | 2019 | 2020 | 2021 | 2022 |